# 체스 기보법
체스 기보법은 체스 게임에서 행해진 수나 기물들의 위치를 기록하는 데 사용되는 시스템이다. 체스 기보법은 체스 문헌과 게임을 기록하는 플레이어들이 사용한다. 가장 초기의 기보법 시스템은 각 수를 설명하는 긴 서술을 사용했지만, 점차 더 간결한 기보법 시스템으로 발전했다. 대수기보법은 현재 여러 변형이 있는 국제적으로 인정된 표준이다. 설명기보법은 20세기 후반까지 영어 및 스페인어 문헌에서 사용되었으나, 현재는 구식이다. 포터블 게임 노테이션 (PGN)은 영어 대수기보법을 기반으로 하는 텍스트 파일 형식으로, 대부분의 체스 소프트웨어에서 처리할 수 있다. 다른 기보법 시스템으로는 국제 우편 체스에 사용되는 ICCF 숫자 기보법과 전신 또는 라디오를 통해 모스 부호를 사용하여 전송하는 시스템이 있다. 체스 위치를 기록하는 표준 시스템은 포사이스 에드워즈 표기법 (FEN)이다.

## 기보법 시스템

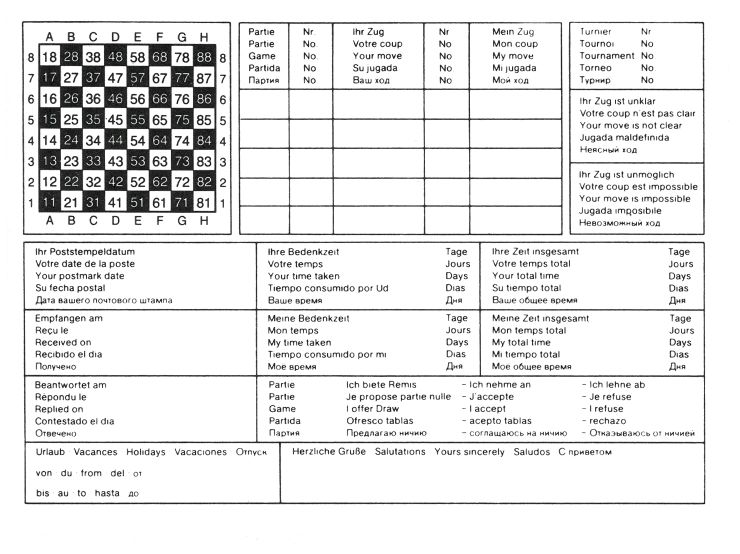
대수기보법과 ICCF 기보법을 보여주는 우편 체스 카드

조직화된 경쟁에서, 양측 플레이어는 기보 용지에 둔 수를 기록해야 한다. 필요한 경우, 기보 용지는 불법적인 수가 두어졌는지 또는 동형반복이 발생했는지와 같은 분쟁을 해결하는 데 사용될 수 있다. 또한, 대국 시간 설정이 플레이어가 지정된 시간 내에 지정된 수의 수를 완료하도록 요구하는 경우, 정확한 수의 수를 기록해야 한다. 모든 체스 코치는 자신의 플레이에서 개선점을 찾을 수 있도록 게임을 기록할 것을 강력히 권장한다.
- 대수기보법은 수를 기록하는 데 가장 널리 사용되는 방법이다. 각 칸을 고유하게 식별하기 위한 좌표 시스템(파일에는 a~h, 랭크에는 1~8)을 기반으로 한다. 이 기보법은 필립 슈타마가 1737년 저서 Essai sur le jeu des echecs에서 초기 형태로 사용했다. 이후 영향력 있는 Handbuch des Schachspiels에 의해 (긴 형태로) 채택되어 독일어 출판물에서 표준이 되었다. 영어 설명 시스템보다 더 간결하고 오류가 적다. 대수기보법은 국제 체스 연맹의 공식 기보법이다. 만약 플레이어가 다른 기보법 시스템으로 게임을 기록하면, 분쟁 발생 시 그들의 기보 용지는 증거로 사용될 수 없다.[4][5][6] 미국 체스 연맹은 대수기보법 사용을 선호하지만 여전히 설명기보법을 허용한다.[7] 짧은 대수기보법이 가장 흔하지만, 다음과 같은 여러 변형이 있다.

- 장형 대수기보법(Long algebraic notation): 체스 기물의 시작 파일과 랭크를 포함한다.
- 단형 대수기보법(Short algebraic notation): 수를 명확히 해야 할 필요가 없는 한, 체스 기물의 시작 파일(세로)과 랭크(가로)를 생략한다.
- 간결 대수기보법(Minimal algebraic notation): 짧은 대수기보법과 유사하지만, 잡기("x"), 앙파상("e.p."), 체크("+"), 체크메이트("#")에 대한 표시를 생략한다. 이는 체스 인포먼트에서 사용되었다.
- 기호 대수기보법(Figurine algebraic notation): 기물을 나타내는 문자를 그 기호로 대체한다. 예를 들어, Nc6 대신 ♞c6 또는 Rxg4 대신 ♖xg4를 사용한다. 폰은 표준 대수기보법처럼 생략된다. 이 스타일은 체스 문헌에서 언어에 관계없이 수를 읽을 수 있도록 널리 사용된다. 컴퓨터에서 이러한 기호를 표시하거나 인쇄하려면, 좋은 유니코드 지원이 되는 하나 이상의 글꼴이 설치되어 있어야 하며, 문서(웹 페이지, 워드 프로세서 문서 등)는 이러한 글꼴 중 하나를 사용해야 한다.
- 가역 대수표기법(Reversible algebraic notation): 긴 대수기보법을 기반으로 하지만, 잡힌 기물이 있다면 해당 기물의 추가 문자를 포함한다. 수는 기물을 원래 칸으로 되돌리고 잡힌 기물을 복원함으로써 되돌릴 수 있다. 예를 들어, Rd2xBd6.
- 간결 가역 대수기보법(Concise reversible algebraic notation): 가역 대수기보법과 유사하지만, 수를 명확히 할 필요가 없으면 파일이나 랭크를 생략한다. 예를 들어, Rd2xB6. 이 기보법은 Gene Milener가 저술한 Play Stronger Chess by Examining Chess 960: Usable Strategies for Fischer Random Chess Discovered에서 권장된다.
- 기호 간결 가역 대수기보법(Figurine concise reversible algebraic notation)은 비-스턴턴 기물를 사용하는 간결 가역 대수기보법의 한 형태로, Gene Milener가 체스960 토너먼트에서 사용했다.
- 스미스 기보법(Smith notation) 또는 좌표 기보법(Coordinate notation): 출발 칸(기물이 아닌), 도착 칸, 그리고 잡힌 기물이 있다면 무엇인지 지정한다.

- 설명기보법은 1970년대 후반까지 영어권 국가에서 널리 사용되던 기보법이었다. 이 시스템에서는 파일이 초기 백랭크에 있는 기물의 이름을 따서 명명되며, 각 칸은 백의 관점과 흑의 관점에 따라 두 가지 이름을 갖는다. 이는 여전히 소수의 주로 나이 든 플레이어들이 사용하고 있으며, 오래된 체스 서적을 연구하려면 설명기보법에 대한 지식이 필요하다. 스페인어와 프랑스어를 포함한 다른 언어에서도 유사한 시스템이 사용되었다.[12]
- ICCF 숫자 기보법, 또한 코흐 기보법이라고도 한다. 국제 우편 체스에서는 다른 언어마다 기물 이름이 다르고 일부 플레이어는 라틴 알파벳에 익숙하지 않을 수 있기 때문에 대수기보법 사용이 혼란을 야기할 수 있다. 이 형태의 체스에서 수를 전송하는 전통적인 표준은 ICCF 숫자 기보법으로, 파일은 문자 대신 숫자로 표현되고 출발 및 도착 칸이 표시된다. 예를 들어, 일반적인 오프닝 수 1.e4는 1.5254로 표현된다.[13] 인터넷의 광범위한 보급으로 대부분의 우편 게임은 현재 서버에서 플레이되며, ICCF 숫자 기보법의 사용은 감소하고 있다.

다음 표는 사람이 사용할 수 있는 일부 기보법으로 동일한 수의 예를 나열한다. 각 표 셀에는 기록된 기보법의 한 줄에 나열된 대로 백의 수 뒤에 흑의 수가 포함된다.
| 대수기보법 | 기호 대수기보법 | 장형 대수기보법 | 가역 대수기보법 | 간결 가역 대수기보법 | 스미스 보기법 | 설명기보법  | 좌표기보법  | ICCF 숫자 기보법 |
| ---------- | --------------- | --------------- | --------------- | -------------------- | ------------- | ----------- | ----------- | ---------------- |
| e4 e5      | e4 e5           | e2e4 e7e5       | e2-e4 e7-e5     | e24 e75              | e2e4 e7e5     | P-K4 P-K4   | E2-E4 E7-E5 | 5254 5755        |
| Nf3 Nc6    | ♘f3 ♞c6         | Ng1f3 Nb8c6     | Ng1-f3 Nb8-c6   | Ng1f3 Nb8c6          | g1f3 b8c6     | N-KB3 N-QB3 | G1-F3 B8-C6 | 7163 2836        |
| Bb5 a6     | ♗b5 a6          | Bf1b5 a7a6      | Bf1-b5 a7-a6    | Bf1b5 a76            | f1b5 a7a6     | B-N5 P-QR3  | F1-B5 A7-A6 | 6125 1716        |
| Bxc6 dxc6  | ♗xc6 dxc6       | Bb5xc6 d7xc6    | Bb5xNc6 d7xBc6  | Bb5:Nc6 d7:Bc6       | b5c6n d7c6b   | BxN QPxB    | B5-C6 D7-C6 | 2536 4736        |
| d3 Bb4+    | d3 ♝b4+         | d2d3 Bf8b4+     | d2-d3 Bf8-b4+   | d23 Bf8b4+           | d2d3 f8b4     | P-Q3 B-N5ch | D2-D3 F8-B4 | 4243 6824        |
| Nc3 Nf6    | ♘c3 ♞f6         | Nb1c3 Ng8f6     | Nb1-c3 Ng8-f6   | Nb1c3 Ng8f6          | b1c3 g8f6     | N-B3 N-B3   | B1-C3 G8-F6 | 2133 7866        |
| 0-0 Bxc3   | 0-0 ♝xc3        | 0-0 Bb4xc3      | 0-0 Bb4xNc3     | 0-0 Bb4:Nc3          | e1g1c b4c3n   | 0-0 BxN     | E1-G1 B4-C3 | 5171 2433        |

모든 형태의 기보법에서 결과는 일반적으로 게임 종료 시 "1–0" (백 승리), "0–1" (흑 승리) 또는 "½–½" (무승부)로 표시된다. 체크메이트로 이어지는 수는 게임 종료와 승자를 나타내기 위해 "1–0" 또는 "0–1"에 추가하여 또는 대신 "#", "++", "≠", 또는 "‡"로 표시될 수 있다.
게임을 주석하는 주석가들은 종종 물음표("?")와 느낌표("!")를 사용하여 수를 나쁘다고 표시하거나 좋다고 칭찬한다(체스 주석 기호 참조).

### 컴퓨터용 기보법 시스템
다음은 체스 관련 컴퓨터 시스템에 일반적으로 사용되는 시스템이다(위에 설명된 좌표 및 스미스 기보법 외에):
- 포터블 게임 노테이션 (Portable Game Notation, PGN). 이는 텍스트 기반 파일 형식으로, 체스 수가 표준 영어 대수기보법과 함께 플레이어 및 게임 상황을 기록하기 위한 약간의 마크업으로 기록된다. 대부분의 체스 소프트웨어는 PGN 파일을 처리하도록 구성되어 있다.[15]
- 스테노-체스. 이것은 컴퓨터 처리에도 적합한 또 다른 형식이다. 간결성을 위해 (사람에 의한) 게임 플레이 기능은 희생하지만, 게임을 저장하는 데 필요한 문자 수를 최소화한다.[16]
- 포사이스 에드워즈 표기법 (Forsyth–Edwards Notation, FEN). 보드의 현재 기물 위치를 한 줄로 제공하여 초기 기물 배열 외의 다른 보드를 생성할 수 있도록 한다. 또한 캐슬링 권한, 수 번호, 움직이는 색상과 같은 다른 정보도 포함한다. 이는 SetUp 태그와 함께 PGN 표준에 태그 쌍으로 통합되어 있다.
- 확장 위치 설명 (Extended Position Description, EPD). 현재 보드의 위치를 제공하는 또 다른 형식으로, ASCII 문자 세트를 사용하여 확장된 구조화된 속성 값 집합을 포함한다. 이는 체스 플레이 프로그램 간의 데이터 및 명령 교환을 위한 것이다. 또한 휴대용 오프닝 라이브러리 저장소 표현을 위한 것이기도 하다.[17] 체스960과 같은 특정 변형 체스에서는 FEN보다 더 낫다.

### 전신 및 라디오용 기보법
전신 또는 라디오로 수를 전송하는 데 특별한 기보법이 사용되었으며, 주로 모스 부호를 사용했다. 우데만 코드와 그링무트 기보법은 각 칸에 두 글자 라벨을 사용하고 네 글자를 전송하는 방식으로 작동했다. 즉, 출발 칸에 대한 두 글자 뒤에 도착 칸에 대한 두 글자가 온다. 캐슬링은 킹의 움직임으로 표시된다. 칸은 백의 보드 면에서 지정되며, 파일은 왼쪽에서 오른쪽으로, 랭크는 가장 가까운 곳에서 가장 먼 곳으로 지정된다. 러더포드 코드는 먼저 수를 숫자로 변환한 다음 수 번호를 복합 라틴어로 변환했다. 또한 두 게임의 수를 동시에 전송할 수도 있었다.

#### 우데만 코드
이 코드는 루이 우데만(1854~1912)이 고안했다. 이 방법은 실제로 사용된 적이 없는데, 주로 글자의 전치가 유효하지만 잘못된 수를 초래할 수 있기 때문이다. 많은 자료에서는 이 이름을 그링무트 코드에 잘못 사용한다.
파일은 "A", "E", "I", "O", "O", "I", "E", "A"로, 랭크는 "B", "D", "F", "G", "H", "K", "L", "P"로 표시된다. 퀸사이드의 칸은 파일 문자 다음에 랭크 문자로 지정된다. 킹사이드의 칸은 랭크 문자 다음에 파일 문자로 지정된다.

#### 그링무트 기보법
이 방법은 드미트리 알렉세예비치 그링무트가 발명했지만, 때때로 우데만 코드로 잘못 불리기도 한다. 이는 1866년 일찍이 사용되었다. 파일은 백의 면인지 흑의 면인지에 따라 두 글자 중 하나로 지정되었다. 이 글자들은 다음과 같다: 파일 'B', 'C', 'D', 'F', 'G', 'H', 'K', 'L'은 백 측 랭크 'A', 'E', 'I', 'O'에 해당하며, 대수 기보법 파일 'a', 'b', ... 'h' 및 랭크 1, 2, 3, 4에 상응한다. 정렬된 흑 측 랭크는 'M', 'N', 'P', 'R', 'S', 'T', 'W', 'Z'이며, 대수 기보법 'a' ... 'h'에 상응하고, 그링무트 랭크 'O', 'I', 'E', 'A'는 대수 기보법 랭크 5, 6, 7, 8에 상응한다. 따라서 대수 기보법의 칸 'a1'은 그링무트 'BA'이고, 대각선 반대편 'h8'은 그링무트 'ZA'이다. 킹스 폰 오프닝 'e2e4'는 그링무트에서 'GEGO'가 되고, 흑의 미러링 응답 'e7e5'는 'SESO'로 표기된다.

#### 러더포드 코드
이 코드는 1880년 윌리엄 왓슨 러더포드 경(1853~1927)이 발명했다. 당시 영국 우체국은 전보에 숫자나 암호를 허용하지 않았지만, 라틴어 단어는 허용했다. 이 방법은 또한 두 게임의 수를 동시에 전송할 수 있도록 했다. 이 방법에서는 현재 위치에서 가능한 합법적인 수들을 시스템을 사용하여 계산하여 실제로 두어진 수에 도달할 때까지 진행했다. 이는 두 게임 모두에 대해 수행되었다. 첫 번째 게임의 수 번호는 60을 곱한 후 두 번째 게임의 수 번호를 더했다. 필요한 경우 선행 0을 추가하여 네 자리 숫자를 만들었다. 처음 두 자리는 00에서 39까지로, 40개의 라틴어 어근 표에 해당했다. 세 번째 숫자는 10개의 라틴어 접두사 목록에 해당했으며, 마지막 숫자는 10개의 라틴어 접미사 목록에 해당했다. 결과 단어가 전송되었다.
규칙이 변경되어 전보에 암호가 허용된 후, 이 시스템은 그링무트 기보법으로 대체되었다.

## 위치 기록
위치는 일반적으로 기물을 나타내는 기호들을 사용하여 다이어그램(이미지)으로 표시된다.
텍스트 형식으로 위치를 기록하는 기보법도 있는데, 이를 포사이스 에드워즈 표기법 (FEN)이라고 한다. 이는 게임을 잠시 중단했다가 나중에 재개하거나 다이어그램 없이 체스 문제 위치를 전달하는 데 유용하다. 위치는 또한 기물과 그들이 있는 칸을 나열하여 기록할 수도 있다. 예를 들어, 백: Ke1, Rd3 등.

## 엔드게임 분류
엔드게임 유형을 분류하는 시스템도 있다. 자세한 내용은 체스 엔드게임 § 엔드게임 분류를 참조.

## 역사
체스 수에 대한 기보법은 이 예시들이 보여주듯이 천천히 진화했다. 마지막은 대수기보법이고, 다른 것들은 설명기보법의 진화를 보여주며 해당 시대의 철자와 기보법을 사용한다.
1614:  The white king commands his owne knight into the third house before his owne bishop.
(흰색 킹이 킹사이드 나이트에게 킹사이드 비숍 앞의 세 번째 집으로 이동하라고 명령한다.)
1750:  K. knight to His Bishop's 3d.
1837:  K.Kt. to B.third sq.
1848:  K.Kt. to B's 3rd.
1859:  K. Kt. to B. 3d.
1874:  K Kt to B3
1889:  KKt-B3
1904:  Kt-KB3
1946:  N-KB3
Modern:  Nf3
셰익스피어 시대의 텍스트는 수를 설명하기 위해 완전한 문장을 사용한다. 예를 들어, "Then the black king for his second draught brings forth his queene, and placest her in the third house, in front of his bishop's pawne(그런 다음 흑 킹은 두 번째 수로 퀸을 앞으로 이동시키고, 그녀를 킹사이드 비숍의 폰 앞에 있는 세 번째 집에 배치한다.)"는 오늘날 단순히 2...Qf6로 쓰일 것이다. 18세기 필리도르는 그의 영향력 있는 저서 Analyse du jeu des Échecs에서 거의 같은 장황한 접근 방식을 사용했다. 예를 들어, "The king's bishop, at his queen bishop's fourth square.(킹사이드 비숍은 퀸사이드 비숍의 네 번째 칸에 놓는다.)"
대수기보법은 현재는 구식이 된 설명기보법이 진화하기 전에 필립 슈타마( 1705~1755c.)에 의해 거의 완전히 개발된 형태로 처음 사용되었다. 슈타마의 시스템과 현대 시스템의 주요 차이점은 슈타마가 폰 움직임에 "p"를 사용하고 기물의 첫 글자 대신 기물의 원래 파일("a"부터 "h")을 사용했다는 점이다.
1747년 런던에서 필리도르는 슈타마를 상대로 승리를 거두었다. 결과적으로 (영어로 번역된) 그의 저작들은 영어권 체스 세계에서 슈타마의 저작보다 더 큰 영향력을 가졌다. 이는 슈타마의 좌표 기반 접근 방식 대신 체스 움직임을 기록하는 설명 시스템이 채택되는 결과를 낳았을 수도 있다. 그러나 대수기보법은 매우 영향력 있는 Handbuch des Schachspiels에 의해 채택된 후 유럽에서 인기를 얻었으며 20세기에 유럽에서 지배적이 되었다. 하지만 1970년대까지는 영어권 국가에서 인기를 얻지 못했다.

## 같이 보기
- 대수기보법
- 설명기보법
- 체스 주석 기호